# Крема (сирене)
„Крема“ е вид кремообразно българско краве сирене.
Сирене „Крема“ е от типа на меките сирена, което в зависимост от характеристиките си може да се консумира от 15 до 45 дни от датата на производството. Произвежда се от краве мляко и сметана.
Характеризира се с мека консистенция, аромат на сметана, водно съдържание – 52 ÷ 68 % и масленост – 18 ÷ 32 %. Енергийно съдържание в 100 гр. продукт: 450 – 550 кКал.
В търговската мрежа се предлага в опаковки от 125 гр., като може да се съхранява до 45 дни при температура 1 – 5 °C.